# Arrampicata sportiva ai Giochi mondiali 2022 - Boulder femminile
La gara di boulder femminile di arrampicata sportiva ai Giochi mondiali 2022 si è svolta il 15 luglio 2022 a Birmingham.

## Risultati

### Qualificazioni
| Pos | Atleta           | Boulder | Boulder | Boulder | Boulder | Risultato | Note |
| Pos | Atleta           | 1       | 2       | 3       | 4       | Risultato | Note |
| --- | ---------------- | ------- | ------- | ------- | ------- | --------- | ---- |
| 1   | Mao Nakamura     | T       | T       | T       | T       | 4T4z 6 4  | Q    |
| 2   | Kylie Cullen     | T       | T       | T       | T       | 4T4z 7 5  | Q    |
| 3   | Sofya Yokoyama   | T       | T       | T       | z       | 3T4z 3 4  | Q    |
| 3   | Ayala Kerem      | T       | T       | T       | z       | 3T4z 3 4  | Q    |
| 3   | Miho Nonaka      | T       | T       | T       | z       | 3T4z 3 4  | Q    |
| 6   | Katja Debevec    | T       | z       | T       | T       | 3T4z 4 4  | Q    |
| 7   | Zélia Avezou     | T       | T       | T       | z       | 3T4z 5 4  |      |
| 8   | Chloé Caulier    | z       | T       | T       | z       | 2T4z 3 7  |      |
| 9   | Cloe Coscoy      | z       | z       | T       | T       | 2T4z 5 8  |      |
| 10  | Oriane Bertone   | z       | z       | T       | z       | 1T4z 5 6  |      |
| 11  | Lauren Mukheibir | z       | –       | –       | z       | 0T2z 0 14 |      |
| 12  | Grace Crowley    | –       | –       | –       | z       | 0T1z 0 6  |      |

### Finale
| Pos | Atleta         | Boulder | Boulder | Boulder | Boulder | Risultato |
| Pos | Atleta         | 1       | 2       | 3       | 4       | Risultato |
| --- | -------------- | ------- | ------- | ------- | ------- | --------- |
| 1   | Miho Nonaka    | T       | z       | T       | T       | 3T4z 6 7  |
| 2   | Katja Debevec  | z       | z       | T       | T       | 2T4z 3 5  |
| 3   | Mao Nakamura   | z       | z       | T       | T       | 2T4z 5 7  |
| 4   | Sofya Yokoyama | T       | z       | T       | z       | 2T4z 8 6  |
| 5   | Kylie Cullen   | z       | z       | z       | T       | 1T4z 2 7  |
| 6   | Ayala Kerem    | z       | z       | T       | z       | 1T4z 4 10 |